# Jerzy Opara
Jerzy Janusz Opara (Varsóvia, 21 de agosto de 1948) é um ex-canoísta polaco especialista em provas de velocidade.

## Carreira
Foi vencedor da medalha de prata em C-2 500 m em Montreal 1976, junto com o seu colega de equipa Andrzej Gronowicz.